# Йон Джинга
Йон Джинга (рум. Ion Jinga; 1 вересня 1961, Кимпулунг) — румунський дипломат. Постійний представник Румунії при Організації Об'єднаних Націй (з 2015).

## Життєпис
Народився 1 вересня 1961 року в місті Кимпулунг. Закінчив фізичний факультет Бухарестського університету (1986) та юридичний факультет Бухарестського університету (1992). Здобув ступінь магістра державного управління, SNSPA, Бухарест (1990—1992) та ще одну з європейської інтеграції в Європейському коледжі, Брюгге, Бельгія (стипендія TEMPUS, присуджена Європейською комісією, диплом «Вищі європейські студії»; 1991—1992). У 1993 році закінчив Інститут міжнародних досліджень при Університеті Лідса, Велика Британія (Фонд ноу-хау, присуджений Міністерством закордонних справ Великої Британії — FCO), а в 1997—1999 роках отримав стипендію НАТО. У 1999 році захистив докторську дисертацію з права на юридичному факультеті Академії, Бухарест, на тему: «Інституційна реформа Європейського Союзу крізь призму Міжурядової конференції з перегляду Маастрихтського договору».
Був викладачем Вищої економічної школи в Бухаресті (1984—1985), потім у загальноосвітній школі в Бухаресті (1985—1986); інженер-фізик Інституту реакторів ядерної енергії, Пітешті (1986—1991); голова Управління зовнішніх зв'язків префектури Арджеш (1991—1992); Третій секретар директорату Європейського Союзу МЗС Румунії (1992—1994); радник Кабінету Міністрів (другий секретар), апарат міністра МЗС (1994—1995); Перший секретар, Представництво Румунії при Європейському Союзі, Брюссель (1995—1998); заступник Посла Представництва Румунії при Європейському Союзі, Брюссель (1998—1999); Радник Директорату Європейського Союзу МЗС (1999—2000); Заступник посла, потім тимчасовий повірений у справах Румунії при ЄС, Брюссель (2000—2001); член Румунської делегації при Конвенції про майбутнє Європи та координатор Національного секретаріату делегації (2002—2003); Генеральний директор Європейського Союзу, МЗС (2002—2003); Посол Румунії в Королівстві Бельгія (2003—2008); Посол Румунії у Сполученому Королівстві Великої Британії та Північної Ірландії (2008—2015) та декан послів Європи у Великій Британії (2012—2015).
Надзвичайний і Повноважний Посол, Постійний представник Румунії при Організації Об'єднаних Націй, Нью-Йорк (з 4 серпня 2015 р.), у цій якості обіймає посади: Голови Комісії соціального розвитку ООН (2015—2016); віце-президент Групи послів франкофонії в ООН (2015—2017); Голова Групи урядових експертів з питань прозорості військових витрат (MILEX), ООН (2016—2017); Співголова міжурядового переговорного процесу щодо реформи Ради Безпеки ООН (2016—2017); Голова Комісії ООН з народонаселення та розвитку (2017—2018).

## Наукова діяльність
Доцент ННДПА факультету адміністративних наук (1992—1995, 1999—2000, 2002—2003, 2012—2013); доцент Дипломатичної академії МЗС (2002—2003); член Groupe Européen d'Evaluation et de Prospective, Європейський інститут міжнародних відносин у Брюсселі (2005—2008); співголова Шотландської румунської університетської біржі, Единбург, Велика Британія (2010—2015); член правління Mid-Atlantic Club, Лондон (2010—2015); член Наукового коледжу Румунського журналу громадського права (з 2003 р.); член-засновник Румунського товариства європейського права (з 2009 р.); член Манчестерського дебатного союзу, Манчестерський університет, Велика Британія (з 2011 р.); член Атлантичної ради Великої Британії (британська НУО; 2011—2015); почесний президент Йоркського румунського товариства, Йоркський університет, Велика Британія (з 2012 р.); Почесний професор Університету Веллі Юта, Орем, Юта, США (з 2015 р.); Запрошений професор з практики, Юридична школа Університету св. Джона, Нью-Йорк, США (з 2016 р.), член Консультативної ради GRASP Global (Глобальне румунське товариство молодих професіоналів) та почесний президент GRASP Нью-Йорк (з 2016 р.).

## Автор книг
Автором та співавтором п'яти книг та численних досліджень і статей з питань європейської інтеграції.

## Нагороди та відзнаки
Нагороджений численними нагородами, зокрема Національним орденом «За заслуги як офіцер» (2000); Офіцер Національного ордена «За заслуги» (Франція; 2003); Патріарший хрест Румунської православної церкви (2005); Великий хрест ордена Корони (Бельгія, 2008 р.); Хрест Королівського дому Румунії (2008); «Свобода лондонського Сіті» (2014); Свобода міста Глазго (2014).